# احمد خضیر
احمد خضیر (عربی: أحمد خضير؛ زادهٔ ۲۳ مهٔ ۱۹۷۵) بازیکن سابق و مربی فوتبال اهل عراق است.

از باشگاه‌هایی که در آن بازی کرده‌است می‌توان به باشگاه فوتبال نیروی هوایی اشاره کرد.
وی همچنین در تیم‌های ملی فوتبال زیر ۲۳ سال عراق، عراق بی و عراق، بازی کرده‌است.